# Nokia 770 Internet Tablet
Il Nokia 770 Internet Tablet è un dispositivo portatile ultramobile creato dalla Nokia e dotato di schermo sensibile al tocco che permette di collegarsi ad internet in mobilità.
Supporta Wi-Fi 802.11b/g e Bluetooth ed utilizza un sistema operativo interamente basato su Linux.
Tra le funzioni sono disponibili anche lettore audio, lettore video, editor di testo, editor grafico, giochi. È possibile installare applicazioni aggiuntive e la memoria è espandibile.

## Storia
Tale dispositivo, originariamente annunciato al LinuxWorld Summit del 25 marzo 2005 a New York City, fu poi venduto in Europa il 3 novembre 2005.
L'8 gennaio 2007, la Nokia ha annunciato il suo successore, l'N800 e il 17 ottobre 2007 il modello N810.

## Hardware
Il Nokia 770 è un'architettura ARM (ARM926TEJ) composta da una CPU della Texas Instruments (OMAP 1710) a 252 MHz e da 64Mbyte di DDR RAM.
È dotato di un display con tecnologia touch screen avente una risoluzione di 800×480 pixel, dispone di connettività wireless via WLAN (IEEE 802.11b/g) e via Bluetooth 1.2, oltre che di connettività USB sia user-mode che host-mode non alimentata.
Come memoria supporta schede sia RS-MMC che DV-RS-MMC ed è dotato di 128 MB di memoria flash interna, di cui solamente 64MB sono a disposizione dell'utente.
Le dimensioni sono di 141×79×19 millimetri e pesa 230 grammi con la cover protettiva oppure 185 grammi senza.

## Software
Il sistema operativo è una versione modificata di Debian GNU/Linux ed include una gui (Matchbox) basata su di un X Window System e sulle librerie GTK+. BusyBox rimpiazza molti applicativi di base che affiancano numerosi altri programmi per visualizzare file in formato pdf o per navigare su internet come il browser Opera.
I formati multimediali supportati dalle applicazioni nativamente installate sono:
- Audio: MP3, RealAudio, MPEG-4, AAC, WAV, AMP, MP2
- Immagini: JPEG, GIF, BMP, TIFF, PNG, Animated GIF, SVG Tiny, ICO
- Video: MPEG-1, MPEG-4, RealVideo, H.263, AVI, 3GP

La piattaforma di sviluppo software è Maemo.